# RV 638

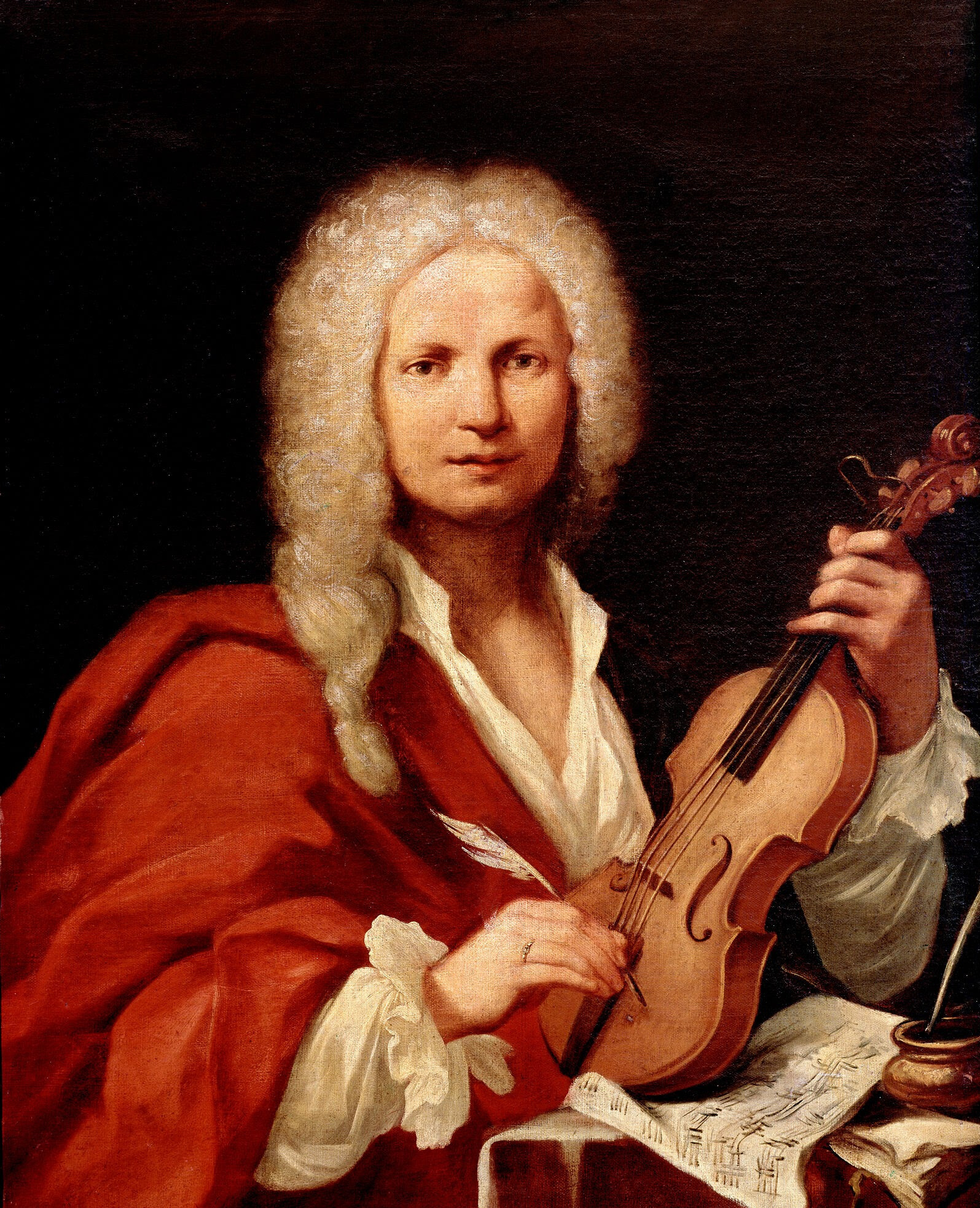
Antonio Vivaldi

Filiæ mestæ Jerusalem (introduzione al Miserere) je vokálně-instrumentální skladba italského barokního hudebního skladatele Antonia Vivaldiho. Skladba se řadí mezi jeho Introduzioni, podle Ryomova seznamu má označení RV 638.

## Popis
Skladba je napsána v tónině c moll pro kontraalt, smyčcový orchestr a basso continuo.
Filiae mestae Jerusalem, RV 638
2. část, Sileant zephyri

Sileant zephyri,

rigeant prata,

unda amata,

frondes, flores non satientur.
Mortuo flumine,

proprio lumine

luna et sol etiam priventur.
Ztište se větry,

Utichněte louky,

Květy a listy nebudou svlažovány

Vodou, kterou tolik milují.
Zastaví se řeka,

O své světlo dokonce

Přijdou i měsíc a slunce

## Ostatní
Název druhé části skladby Sileant zephyri je také název hudebního alba francouzského kontratenoristy Philippa Jarousského.